# Zhenqian
Zhenqian (kinesiska: 镇前) är en köping i sydöstra Kina. Den ligger i Zhenghe härad i staden Nanping i provinsen Fujian, omkring 130 kilometer norr om provinshuvudstaden Fuzhou. Antalet invånare är 15 784. Befolkningen består av 7 464 kvinnor och 8 320 män. Barn under 15 år utgör 19,0 %, vuxna 15-64 år 69 %, och äldre över 65 år 11,0 %.